# Санта-Сильвия (титулярная церковь)
Титулярная церковь Санта-Сильвия (лат. Titulus Sanctae Silviae) — титулярная церковь была создана Папой Иоанном Павлом II в 2001 году. Титул принадлежит приходской церкви Санта-Сильвия, расположенной в квартале Рима Портуэнзе, на виале Джузеппе Сиртори.

## Список кардиналов-священников титулярной церкви Санта-Сильвия
- Янис Пуятс — (21 февраля 2001 — по настоящее время).